# Yves Fréville
Yves Fréville, né le 1er décembre 1934 à Rennes, est un universitaire et homme politique français.

## Biographie
Yves Fréville est le fils d'Henri Fréville, ancien député et maire centriste de Rennes.
Professeur d'université de profession, Yves Fréville est sénateur d'Ille-et-Vilaine de 1998 à 2008, après avoir été député d'Ille-et-Vilaine puis de la 3ecirconscription d'Ille-et-Vilaine entre 1986 et 1997. Il est également conseiller général, élu dans le canton de Rennes-Centre-Ouest, de 1985 à 1998, ainsi que conseiller municipal de Rennes, siégeant dans l’opposition, de 1983 à 1995.
Marcel Rogemont lui succède à tous ses mandats. Yves Fréville est ensuite membre du Comité des finances locales.

## Travaux en finances locales
Yves Fréville obtient le 30 mars 1966 le grade de docteur en Droit avec mention très bien et les très vives félicitations du jury pour sa thèse intitulée Recherches statistiques sur l'économie des finances locales. L'originalité et la pertinence de ce travail sont soulignées par les membres du jury, les professeurs H. Krier, J. Le Bourva et M. Biais qui saluent par ailleurs les capacités statistiques du jeune enseignant. Cette thèse constitue le socle des recherches d'Y. Fréville et la base de son engagement politique, comme le montrent ses travaux parlementaires, ses interventions et les missions auxquelles il participe comme député puis sénateur.
En 1969, il crée au sein de la Faculté de Droit et de Sciences économiques de Rennes, le Centre d'économie urbaine de Rennes qui devient rapidement le Centre de recherches sur l'économie et les finances des agglomérations urbaines (CREFAUR), associé au CNRS. Très rapidement le nouveau centre de recherches est sollicité par la municipalité de Rennes pour mesurer l'impact financier et fiscal du futur District de Rennes sur le développement des 27 communes du bassin de Rennes concernées par ce projet.
En 1972, la commission des communes urbaines de l'Association des maires de France édite l'Analyse de la situation financière des agglomérations urbaines (1963-1967), rapport de synthèse rédigé par Yves Fréville à partir du dépouillement par le CREFAUR des budgets de fonctionnement et d'investissement d'une soixantaine d'agglomérations françaises.
En 1982, le professeur Fréville assure la direction scientifique du chapitre IX « Économie et finances locales » de l'Annuaire des collectivités locales.
Par la suite, le CREFAUR élargit ses travaux aux différents aspects du management financier des collectivités locales, ce qui amène Yves Fréville et ses chercheurs à participer en septembre 1984 à Paris au premier colloque international sur le management public entre les politiques nationales et les stratégies des organisations publiques.

## Détail des fonctions et des mandats
Au Parlement
- 2 avril 1986 – 14 mai 1988 : député d'Ille-et-Vilaine
- 23 juin 1988 – 21 avril 1997 : député de la 3e circonscription d'Ille-et-Vilaine
- 2 octobre 1998 – 30 septembre 2008 : sénateur d'Ille-et-Vilaine

Au niveau local
- 14 mars 1983 – 18 juin 1995 : conseiller municipal de Rennes
- 18 mars 1985 – 22 mars 1998 : conseiller général d’Ille-et-Vilaine (élu dans le canton de Rennes-Centre-Ouest)

## Distinctions
- Chevalier de la Légion d'honneur (26 mars 1999)
- Officier de la Légion d'honneur (13 juillet 2010)[8]

## Publications
- Yves Fréville (dir.), Christian de Boissieu (dir.), Jean-François Royer et Didier Eyssartier, La connaissance statistique des finances publiques locales, Paris, Conseil national de l'information statistique , 2000 (BNF 46793947).
- Universitaires mieux évalués, des universités plus responsables, Paris, La Documentation française, 2002 (ISBN 2-11-110317-9, EAN 9782111103177).
- La taxe d'habitation est-elle encore un impôt local ?, Paris, La Documentation française, 2003 (ISBN 2-11-111256-9, EAN 9782111112568).